# Hernán de la Fuente
Hernán de la Fuente (Buenos Aires, 7 de enero de 1997) es un futbolista argentino que juega como lateral derecho.

## Trayectoria

### Club Atlético Vélez Sarsfield
La primera aparición profesional de Hernán De La Fuente de su carrera llegó a mediados de la temporada 2017-18 de la Superliga Argentina, cuando jugó el partido completo de la derrota por 1-0 ante Huracán, el 20 de noviembre de 2017. En total, Hernán tuvo diecisiete apariciones en su primera temporada de la liga. Firmó un nuevo contrato hasta 2021 el 22 de mayo de 2018.

### Famalicão
Finalizado el contrato y sin equipo, disputó los JJ. OO. con la selección nacional sub-23 a la espera de ofertas de clubes para continuar su carrera. Tras el torneo llegó a Portugal para jugar en el Famalicão.

### Atlético Tucumán
En 2023 llegó a Atlético Tucumán, a préstamo hasta 2024.

### Huracán
A principios de 2024, se convirtió en refuerzo de Huracán a préstamo, con opción de compra del 50% del pase por 450 000 dólares, renovó el préstamo por un año más con opción de compra de 400 000 dólares.

## Selección nacional

### Sub-23
| Torneo                        | Sede     | Resultado | Partidos | Goles |
| ----------------------------- | -------- | --------- | -------- | ----- |
| Preolímpico Sudamericano 2020 | Colombia | Campeón   | 4        | 0     |

#### Participaciones en Juegos Olímpicos
| Torneo                | Sede  | Resultado      | Partidos | Goles |
| --------------------- | ----- | -------------- | -------- | ----- |
| Juegos Olímpicos 2020 | Tokio | Fase de grupos | 2        | 0     |

## Clubes
| Club                      | País      | Año       |
| ------------------------- | --------- | --------- |
| Vélez Sarsfield           | Argentina | 2017-2021 |
| Famalicão                 | Portugal  | 2021-2023 |
| Atlético Tucumán (Cedido) | Argentina | 2023      |
| Huracán                   | Argentina | 2024      |

## Palmarés

### Campeonatos internacionales
| Título                   | Club (*)         | Sede     | Año  |
| ------------------------ | ---------------- | -------- | ---- |
| Preolímpico Sudamericano | Argentina sub-23 | Colombia | 2020 |

(*) Incluyendo la selección.